# Нове Кармонкі
Нове Кармонкі (пол. Nowe Karmonki, нім. Neu Karmunkau) — село в Польщі, у гміні Радлув Олеського повіту Опольського воєводства.
Населення — 442 особи (2011).
У 1975-1998 роках село належало до Ченстоховського воєводства.

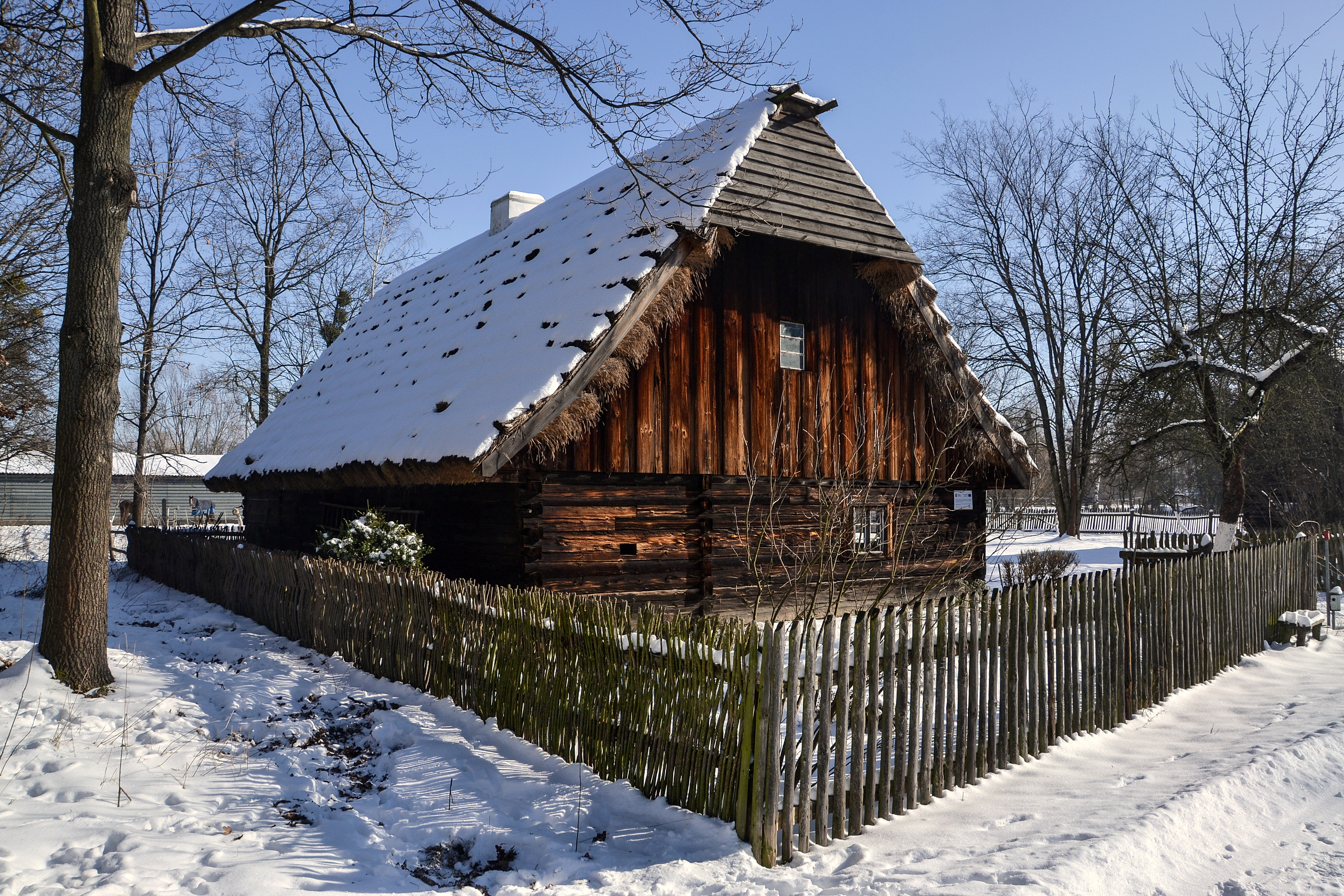

## Демографія
Демографічна структура станом на 31 березня 2011 року:
|          | Загалом | Допрацездатний вік | Працездатний вік | Постпрацездатний вік |
| -------- | ------- | ------------------ | ---------------- | -------------------- |
| Чоловіки | 222     | 34                 | 153              | 35                   |
| Жінки    | 220     | 46                 | 130              | 44                   |
| Разом    | 442     | 80                 | 283              | 79                   |